# Arang (Stadt)
Arang ist eine Stadt im indischen Bundesstaat Chhattisgarh.
Die Stadt ist Teil des Distrikts Raipur. Arang hat den Status eines Municipal Council. Die Stadt ist in 15 Wards gegliedert. Sie hatte am Stichtag der Volkszählung 2011 19.091 Einwohner, von denen 9651 Männer und 9440 Frauen waren. Die Alphabetisierungsrate lag 2011 bei 80,4 % und damit über dem nationalen Durchschnitt. Hindus bilden mit einem Anteil von ca. 96 % die Mehrheit der Bevölkerung in der Stadt. Muslime bilden mit einem Anteil von ca. 4 % eine Minderheit.
Arang ist eine antike Stadt, die einst von der Rajputen der Haihaiyavansi-Dynastie regiert wurde. Sie ist berühmt für seine vielen Jain- und Hindu-Tempel, die aus dem 11. und 12. Jahrhundert stammen. Archäologische Funde belegen, dass die Stadt eine alte Geschichte als Zentrum des hinduistischen und jainistischen Glaubens hatte. Arang wird auch im Hindu-Epos Mahabharata erwähnt.
Die Wirtschaft basiert vorwiegend auf der Verarbeitung von land- und forstwirtschaftlichen Erzeugnissen. Der religiöse Tourismus spielt ebenfalls eine Rolle.